# Discord
Discord是由美國Discord公司所開發的一款专为社群设计的免费网络实时通话软件与数字发行平台，主要針對游戏玩家、教育人士、朋友及商业人士，用戶之间可以在软件的聊天频道通过訊息、图片、视频和音訊进行交流。

## 軟體特色

### 伺服器機制
在Discord中有一種別於一般通訊軟體之群組的群體聊天，稱作服务器（類似社團），伺服器擁有者可以在伺服器中創造屬於自己的社群。

#### 身分組機制
在Discord中可以建立非常多不同的身分組，使用者可以完全自訂身分組的顏色、名稱、權限、符號等等，身分組會直接影響使用者的名稱顏色及用戶列表的排序(預設是權限最大顯示在名稱顏色上)。

#### 頻道機制
在伺服器中可以建立名為頻道的聊天管道，分為語音（舞台）、文字（公告、版規），也可以設定身份組專屬頻道，其中的語音頻道可以用來直播遊戲與聊天等，頻道可以設定與身分組整合各種權限，讓Discord社群系統更加多樣化。文字方面，Discord使用Markdown语法，目的是对格式化文本一定程度的支持；语音方面，Discord 使用Opus音频格式，目的是压缩语音来降低延迟。值得一提的是，Discord可以将频道标记为NSFW，这使得第一次浏览该频道的用户要确认他们已满18岁且愿意看这类内容。

#### 用戶機制
2023年5月之前的用户都有一個四位識別碼，用戶名后有一个「#」（例如ABCD#1234）。這使得多个用户能够拥有相同的用户名，并且用户可以很容易地找到朋友。
2023年5月，ID形式改為只能用小寫英文字母、數字、底線、英文句點組成，不會有「#」，任何新創的帳號都會使用新制，舊帳號則于2024年3月逐步更換完畢。

#### 機器人
在 Discord 中所有使用者皆可以建立机器人，機器人主要是使用Python、Java或Javascript編寫(例如yeecord)，透過Discord API的語法擴充來編程。機器人可以傳送訊息、進行遊戲、圖片、抽獎、嵌入式訊息、嵌入式按鈕、新增反應等，大致上與人類使用者權限無太大差異，不過在機器人的名稱旁會有一個藍色的 BOT 標誌。機器人一樣受到身份組權限的控管。

#### 整合
每個頻道皆可以使用Webhook來抓取其他資訊，這使得在使用時甚至可以將Facebook、微博的貼文直接同步到Discord的頻道中，另外頻道也可以追蹤另一個公告頻道，來直接同步公告頻道中的所有訊息。

### 软件技术
尽管Discord的服务器由于其分布式特性无法匹配对应的传统硬件或虚拟服务器，不过其服务器和频道仍可类比于IRC技术。用户可以在Discord上创建服务器并设定其他用户的加入条件。 
Discord的客户端使用Web技术构建在Electron框架上，这使得它可在多平台运行，既可在网页上运行，又可在个人计算机上作为应用程序运行。该软件由全球11个数据中心提供支持，以降低客户端延迟的可能性。除了从Discord游戏商店下载和玩游戏为Windows独有之外，客户端的所有版本都支持相同的功能集（不包括与桌面音频的屏幕共享）。 Discord是专门设计用于游戏互动的软件，因为它包括诸如低延迟、用户免费语音聊天服务器和专用服务器基础设施等功能。在2016年7月28日的更新中，Discord增加了对两个或更多用户之间通话的支持。2016年12月，该公司推出了Discord与其他游戏软件的接口，这使得游戏开发人员可以直接在游戏中与Discord进行集成。 Discord其接口的Git存储文档目前储存在GitHub上。2017年8月，Discord首先进行了视频呼叫和屏幕共享功能的小型测试，然后于2017年10月为所有用户添加了这一功能。虽然这些功能模拟了Twitch等平台的实时流媒体功能，但公司并不打算与这些平台竞争，而主要是为了服务小群体而开发的这些功能。

### 与游戏互联
在服务器和用户的层面上，Discord允许用户连接到Twitch或其他游戏账号。这种集成方式在一些应用程序中提供了独特的消息传递方法。例如，如果用户使用自己的账号登录Steam玩游戏，Discord便可以确定该用户正在玩该游戏。2017年10月，Discord向游戏开发人员和发行人员提供了服务器验证功能，在他们与Discord团队确认身份后，以“已认证标记”显示其服务器的“官方”状态。在服务器经过验证后，其开发人员和发行人员可以使用Discord中的数据在其游戏中建立“细节呈现”，允许玩家将游戏标签与Discord标签相连接。直到2017年底，约450台服务器通过验证，其中约20台服务器使用了“细节呈现”功能。

### Nitro
Nitro是Discord官方所提供的高級會員贊助方案，藉由購買Nitro可得到更多元的功能與服務。
虽然软件本身是免费的，但开发人员致力于研究如何将其商业化以营利，计划的方式为对Emoji和、贴图、個人化個人資料頁面、語音及直播畫質提升，以及文字字數限制進行付费使用等。2017年1月，第一个付费订阅和功能随“Discord会员（Nitro）”发布。会员每月的订阅费用为4.99美元，订阅后用户可以使用动态头像，在所有服务器上使用普通和动态的Emoji（非会员用户只能使用服务器内普通的Emoji），上传更大的文件（最大上传文件从8 MB增加到50 MB），以更高分辨率共享屏幕、选择个人游戏ID（从0001到9999）与唯一的人物徽章。2018年10月，以前的“Discord会员”更名为“Discord会员经典版”，新的“Discord会员”价格为9.99美元，该会员可以在Discord游戏商店里玩免费游戏。之前的Discord会员的月订阅用户可在2020年1月1日之前收到等同于现在的Discord会员的奖励，而年订阅用户可在2021年1月1日之前收到奖励。 开发人员声称，尽管他们一直在寻找使软件商业化的方法，但它永远不会失去其核心功能。

## 历史发展

### 软件起源
Discord的概念由建立了手机游戏社交网络平台OpenFeint的傑森·施特朗构思得出。他在2011年将OpenFeint以1.04亿美元的价格卖给了GREE，并用这笔钱在2012年建立了游戏开发工作室Hammer & Chisel。他们的第一个游戏是于2014年发布的永恆命運，施特朗预计这款游戏将成为移动平台上的第一个多人在线战斗竞技场游戏，不过由于受欢迎程度较低他们并没有成功。然而在开发过程中，为了开发出更好的游戏，施特朗注意到他的团队在尝试玩其他热门游戏如最终幻想XIV和英雄联盟时遇到了困难，并特别强调了在网络实时通话方面存在较严重问题。一些网络实时通话服务要求玩家輸入IP地址进行通话，而另外一些服务（如Skype或TeamSpeak）则占用资源繁重。这使得开发人员想要开发出一种基于现代技术使用起来更友好的聊天软件：Discord。

### 企业发展
YouWeb的企业孵化器项目为Hammer & Chisel公司创业初期提供了资金，并在之后开发Discord时又提供了额外的资金。之后Hammer & Chisel又从基准资本和腾讯获得了资金支持。
2015年5月，Discord公开发行。施特朗指出，当时他们推广Discord的唯一渠道便是Reddit社区，不久后发现许多Reddit子论坛更倾向于选择使用Discord服务器而不是IRC服务器。之后Discord逐渐通过電子競技、LAN party和其他Twitch等流媒体的推广而变得流行起来。
2016年1月，Hammer & Chisel又为该软件筹集了2000万美元的资金。美国传媒和娱乐集团華納媒體也对Discord进行了投资。
2018年4月，微软宣布将为Xbox Live用户提供Discord支持，允许用户将 Discord 和Xbox Live帐户链接起来从而将两者的好友列表进行同步。
2018年12月，Hammer & Chisel宣布以20亿美元的估值筹集了1.5亿美元的资金。以Greenoaks Capital为首，FirstMark、腾讯、IVP、Index Ventures等公司参与了本次商谈。
在Epic Games商城对游戏提成只抽取12%从而挑战了Steam商城之后，Discord在2018年10月宣布将会将自己的提成缩减到只有10%。
为了进一步支持游戏开发商，从2019年3月开始，Discord为其开发商和发行商赋予了在其服务器上通过专用商店渠道提供游戏的权利，而Discord负责后期处理和发布。例如，这可以用来让不同用户游玩游戏的Alpha和Beta版本并选出更好的一个。
2019年9月，Discord宣布将于2019年10月结束其免费游戏服务，因为他们发现玩提供的游戏的人太少。Discord的数字店面将继续运营。

Discord的舊標誌（2015–2021）

2021年5月，Discord為了慶祝六周年，將其游戏控制器形狀的標誌更名為「Clyde」。 Discord還改變了其品牌和使用者介面的色調，使其更加飽和，更加「大膽和俏皮」。他們還將其口號從「你說話的地方」改為「想像一個地方」，認為附加標語會更容易；這些變化遭到Discord用戶的強烈反對和批評。

### 用户发展
2016年1月，Hammer & Chisel声称Discord使用人数已达到300万人，平均每月增长为100万，将会在当年7月达到1100万用户。
2016年12月，Discord团队报告在全球拥有2500万用户。
2017年底，该服务吸引了近9000万用户，每周新增用户约150万。
2018年3月，Discord团队表示，在其发行三周年时拥有1.3亿个独立注册用户。
2018年8月，Discord已有超过一億五千萬注册用户，四千六百萬月活躍用戶。
2019年5月，在庆祝Discord发行四周年之际，其团队宣布在网络和移动平台上拥有超过2.5亿注册用户。该团队在去年5月宣布拥有1.3亿注册用户。在2019年5月11日的新闻发布会上，该团队表示，每月有5600万人使用该服务并发送250亿条信息（每天8.5亿条）。该团队还透露，其最受欢迎的7款服务器包括：守望先锋、Spellbreak、PUBG Mobile、部落冲突：皇室战争、Zombs Royale和。
该团队注意到，虽然用户创建的大部分服务器都与游戏相关，但有一小部分由用户创建的服务器用于非游戏活动，如股票交易、博彩和其他爱好者团体（例如維基百科的Discord 交流群）。

## 软件评价
2016年5月，在该软件发布一年后，湯姆·馬克斯为PC Gamer杂志撰写了一篇文章，将Discord描述为一个拥有最佳网络实时通话服务的软件。同年8月，生活黑客杂志称赞Discord的界面便于使用且平台兼容性强。

## 争议内容

### 软件维护
在聊天过程中Discord不存在恶意行为和滥用问题，有时一些服务器社区会被其他社区“突袭”（大量用户接管服务器）。这些情况大部分源于种族、宗教、政治和色情等有争议的话题。Discord团队表示，他们正在计划着进行一些改变以使平台摆脱这方面问题的困扰。这些问题发生之后，为使用户与服务器得到更好的保护，Discord组建了一个信任与安全团队，随时待命以监控服务器并对举报内容进行回应，内容包括用户骚扰、服务器违反Discord服务条款，以及服务器受恶意用户或脚本语言的攻击。虽然他们不直接监视消息，但是信任和安全团队可以从服务使用模式中确定恶意活动，并采取适当的步骤（包括更详细的调查）来处理此问题。伴随着新用户的到来，团队成员也在扩展。

### 暴力行为
由于对用户的匿名与隐私的保护政策，Discord在另类右派中得到了广泛的认可。来自南方贫困法律中心的分析師基根·漢克斯（Keegan Hankes）说过：“想要成为另类右翼活动的领袖会不可避免地使用到Discord”2017年初，Discord的CEO傑森·施特朗表示，Discord注意到了这些团体及其服务器。他表示被发现从事非法活动或违反服务条款的服务器将被关闭，但不会公布任何被关闭服务器的实例。
2017年8月12日，在夏洛蒂镇舉行的联合右翼集会期间的暴力事件发生之后，人们发现Discord被用来策划和组织白人民族主义集会（即该暴力事件），其中包括理查·斯賓瑟和安德魯·安格林这两个核心人物。Discord据此关闭了支持联合右翼与极右派的服务器，并封禁参与讨论的用户。 Discord的管理人员对“白人优越主义”和“新纳粹主义”这些理念进行谴责，声称这些团体“不受Discord的欢迎”，并与南方贫困法律中心合作找出了在Discord中含有恶意的团体，然后对他们进行封鎖处理。从那之后，一些新纳粹主义和联合右翼的服务器逐渐被Discord关闭，其中包括由新纳粹恐怖组织操控的核武之师、北欧抵抗运动、钢铁进军和European Domas。

### 色情行为
2018年1月，《野兽日报》报道称，它发现了几个专门从事传播复仇式色情与利用这些图像和视频针对受害者的现实生活进行骚扰的Discord服务器。这样的行为违反了Discord的服务条款，因此Discord关闭了这些服务器，并封禁了这些服务器的认证用户，但创建新帐户和服务器的便利性使这类服务器仍在被创建。
2018年7月，Discord更新了其服务条款，禁止分享角色年龄过小的成人漫画。随后，有社会媒体立刻批评了Discord，因为在同样的指导方针下，Discord有选择地允许某些未成年内容或色情兽人艺术作品。Discord的发言人认为，儿童色情与萝莉控和正太控是有区别的，只要标记清楚就是允许的。 2019年2月，Discord修订了其社区指南，将“看起来未成年的非人形动物和神话生物”列入其不允许的类别清单。此外还宣布定期分享透明化的报告，以便更好地与用户沟通。

### 惡意檢舉
2021年8月，一個印度大型萬人伺服器遭到惡意攻擊，透過階梯式越權漏洞，提升攻擊者之權限並刪除所有伺服器內容，3秒內所有伺服器內容便憑空消失，Discord官方沒有對此事件有任何回應。
2021年11月，日本大型伺服器Twitter2遭到惡意組織攻擊，該伺服器是一個动画及游戏的萬人群組。當晚有一群駭客在群組中散布大量未知的數字及英文字符串，原以為是無意義的字串，實際上是Discord Bot所使用的權杖，並有另一群攻擊者對伺服器檢舉“欺騙他人並提供身份验证令牌”，可怕的是，該破壞方式目前沒有任何防範與解決方法，Discord官方目前也尚未對此做出任何回應。

### 懲處辦法
Discord官方多次採用連坐處分整個Discord伺服器，導致只要單一伺服器被封鎖，所有伺服器參與者便會全數封鎖，即使是無辜的參與者。Discord官方會無視所有被封鎖使用者的回報，並且以一句「We will not restore this account.」（我們不會恢復此帳號。）機械式回應。導致多名實況主被封號且無法求助。

### 過度審核
2022年3月28日，Discord 官方祭出新的社群守則，表明嚴禁任何甚至非成人內容（NSFW、R18）的兒童影像，在 Facebook 及巴哈姆特上引起及巨大的反彈，也造成許多 ACG 主題伺服器不得不配合更改大量內容。

### 其他
2018年7月13日，Discord被中国大陆的防火长城屏蔽，方式为DNS污染。直到2020年5月6日，Discord因为域名转移，网页版在中国大陆可以正常访问，但移动端和桌面版依旧无法访问。截止到2020年12月，有说截止到2021年3月，Discord官网再次遭到GFW封锁，方式是 DNS污染。通过修改Hosts其网页版和桌面版已经可以正常使用。